# Fahrradklimatest
Der Fahrradklima-Test ist eine seit 1988 entwickelte und seit 1998 durch den Allgemeinen Deutschen Fahrrad-Club (ADFC) mit Hilfe von Kooperationspartnern in Abständen von in der Regel zwei Jahren durchgeführte große, nicht repräsentative Umfrage mit dem Ziel, das „Fahrradklima“, also die Fahrradfreundlichkeit von deutschen Städten und Gemeinden zu messen, sie nach diesem Kriterium zu klassifizieren und Veränderungen im Zeitverlauf festzustellen. Beim Fahrradklima-Test 2024 beteiligten sich daran rund 213.000 Menschen.
Die Erfassung und Bewertung erfolgt seit 2018 in sechs Städtegrößenklassen: 
- unter 20.000 Einwohner
- zwischen 20.000 und 50.000 Einwohnern
- zwischen 50.000 und 100.000 Einwohnern
- zwischen 100.000 und 200.000 Einwohnern
- zwischen 200.000 und 500.000 Einwohnern
- mehr als 500.000 Einwohner.

Die Kommunen sollen mit dem Fahrradklima-Test bei der Umsetzung des Nationalen Radverkehrsplans in Deutschland unterstützt werden.
Mit Hilfe eines Fragebogens können Radfahrer ihre Meinung über „Spaß oder Stress“ beim Fahrradfahren und im Straßenverkehr an ihrem Wohnort zum Ausdruck bringen, indem sie verschiedene Aspekte des Radfahrens auf einer Skala mit sechs Positionen bewerten können, etwa zum Sicherheitsgefühl, zu Radverkehrsführung und -förderung oder zur Benachteiligung des Radverkehrs – etwa an Ampeln, Baustellen und Kreuzungen, beim Winterdienst etc. – bis hin zu Abstellmöglichkeiten, zur Mitnahme des Fahrrads im ÖPNV und zur Werbung für das Fahrrad als Verkehrsträger. Die Befragung wird seit 2012 vom Bundesministerium für Verkehr und digitale Infrastruktur (BMVI) im Rahmen der Umsetzung des Nationalen Radverkehrsplans gefördert und umfasst 27 standardisierte Fragestellungen in fünf Kategorien. Weitere fünf Fragestellungen der Befragung wechseln von Durchgang zu Durchgang. So wurden den Teilnehmern bereits Zusatzfragen zum Radfahren im ländlichen Raum oder etwa zum Miteinander auf der Straße gestellt. Im Jahr 2024 führte der ADFC parallel zum Fahrradklima-Test erstmals eine Kommunalbefragung durch, bei der sich Städte und Gemeinden mit mehr als 5.000 Einwohnern beteiligen konnten.

## Geschichte
Die Methode „Fahrradklimatest“ wurde von Tilman Bracher mit dem ADFC entwickelt und erstmals 1988 und 1991 per Leserumfrage in der damaligen ADFC-Verbandszeitschrift Radfahren umgesetzt.
Im ersten Fahrradklimatest 1989 beantworteten 4000 Einsender je 21 Fragen zum Fahrradklima in ihrer Stadt. Erlangen erhielt als Sieger (vor Münster und Oldenburg in Niedersachsen) das „Goldene Rad“, Saarbrücken als schlechteste Stadt die „Rostige Speiche“.
Siegerin im zweiten Fahrradklimatest 2001 bei den Städten über 200.000 Einwohnern war Münster, bei den Städten über 100.000 Einwohner Basel, gefolgt von Erlangen, und bei den kleineren Städten Offenburg. Die Schlusslichter hießen Essen, Solingen und Rudolstadt.
Die Erhebungen in den Jahren 2003 und 2005 erfolgten in Kooperation von ADFC und BUND mit Förderung des Umweltbundesamtes. 2012 führte der ADFC die Umfrage zusammen mit der Fahrrad-Fachhandelsgruppe ZEG durch. Seit der Befragung 2012 wird der Fahrradklima-Test vom Bundesverkehrsministerium gefördert. Im selben Jahr wurde die Befragung erstmals auch online durchgeführt. Mittlerweile geht nur noch ein geringer Teil der Fragebögen beim ADFC in Papierform ein.
Beim dritten Fahrradklimatest im Jahr 2003 stimmten 8000 Personen ab. Als fahrradfreundlichste Großstadt über 200.000 Einwohner wurde Münster vor Bremen und Oberhausen bewertet, bei den Städten zwischen 100.000 und 200.000 Einwohnern siegte erneut Erlangen vor Oldenburg und Hildesheim, bei den Städten bis zu 100.000 Einwohnern Bocholt vor Brühl und Ettlingen.
Am vierten Fahrradklimatest im Jahr 2005 beteiligten sich mehr als 26.000 Menschen. 152 Städte und Gemeinden kamen in die Wertung. Als fahrradfreundlichste Großstadt über 200.000 Einwohner wurde mit einem gegenüber der vorherigen Umfrage leicht verschlechterten Ergebnis Münster bewertet, bei den Städten mit 100.000 bis 200.000 Einwohnern siegte Erlangen, bei den Städten bis zu 100.000 Einwohnern Bocholt.
Am fünften Fahrradklimatest im Jahr 2012 beteiligten sich mehr als 82.000 Personen. In 332 Städten und Gemeinden wurde die Mindestteilnahmezahl erreicht, so dass diese Orte im Städteranking vertreten sind. Erstplatzierte Stadt über 200.000 Einwohner war Münster vor Freiburg im Breisgau und Karlsruhe, Schlusslichter waren Mönchengladbach, Wiesbaden und Wuppertal. Der Notendurchschnitt bei den Städten über 200.000 Einwohnern lag bei 3,91, bei den Städten zwischen 100.000 und 200.000 Einwohnern bei 3,96 und in Städten unter 100.000 Einwohnern bei 3,72.
Vom 24. September bis zum 30. November 2014 wurde der Fahrradklimatest 2014 durchgeführt. Über 100.000 Menschen nahmen an der Umfrage teil. In 468 Städten und Gemeinden wurde die Mindestteilnehmerzahl erreicht.
Zum Fahrradklima-Test 2016 beteiligten sich über 120.000 Personen. 539 Städte schafften es in die Wertung, darunter alle deutschen Städte mit mehr als 200.000 Einwohnern. Die Ergebnisse wurden am 19. Mai 2017 im Bundesverkehrsministerium präsentiert.

## Ergebnisse
| Jahr | Anzahl Fragen | Koop.- partner | Teilnehmer | Kommunen in der Wertung | Mehr als eine halbe Mio. Einwohner | Mehr als eine halbe Mio. Einwohner | Größte Städte (über 200.000 Einwohner) | Größte Städte (über 200.000 Einwohner)  | Übrige Großstädte (über 100.000 Einwohner) | Übrige Großstädte (über 100.000 Einwohner) | Städte über 50.000 Einwohner | Städte über 50.000 Einwohner      | Kommunen unter 50.000 Einwohner | Kommunen unter 50.000 Einwohner   | Kommunen unter 20.000 Einwohner | Kommunen unter 20.000 Einwohner             |
| ---- | ------------- | -------------- | ---------- | ----------------------- | ---------------------------------- | ---------------------------------- | -------------------------------------- | --------------------------------------- | ------------------------------------------ | ------------------------------------------ | ---------------------------- | --------------------------------- | ------------------------------- | --------------------------------- | ------------------------------- | ------------------------------------------- |
|      |               |                |            |                         | Platz 1–3                          | Schlusslichter                     | Platz 1–3                              | Schlusslichter                          | Platz 1–3                                  | Schlusslichter                             | Platz 1–3                    | Schlusslichter                    | Platz 1–3                       | Schlusslichter                    | Platz 1–3                       | Schlusslichter                              |
| 1998 | 21            |                | 4.000      |                         |                                    |                                    | Erlangen Münster Oldenburg             | Saarbrücken                             |                                            |                                            |                              |                                   |                                 |                                   |                                 |                                             |
| 2001 |               |                |            |                         |                                    |                                    | Münster                                | Essen                                   | Basel Erlangen                             | Solingen                                   | Offenburg                    | Rudolstadt                        |                                 |                                   |                                 |                                             |
| 2003 | 21            | BUND           | 8.000      | 84                      |                                    |                                    | Münster Bremen Oberhausen              | ...                                     | Erlangen Oldenburg Hildesheim              | ...                                        | Bocholt Brühl Ettlingen      | ...                               |                                 |                                   |                                 |                                             |
| 2005 | 22            | BUND           | >26.000    | 152                     |                                    |                                    | Münster Kiel Oberhausen                | Düsseldorf Wiesbaden Hamburg            | Erlangen Oldenburg Ingolstadt              | Zwickau Kassel Würzburg                    | Bocholt Wesel Westerstede    | Frankfurt/Oder Wilhelmshaven      | -                               |                                   | -                               | Bleckede                                    |
| 2012 | 27            | ZEG            | >82.000    | 332                     |                                    |                                    | Münster Freiburg Karlsruhe             | Mönchengladbach Wiesbaden Wuppertal     | Erlangen Oldenburg Hamm                    | Siegen Bergisch Gladbach Pforzheim         | Bocholt Rees Rhede           | Lüdenscheid Zwickau Linsengericht | -                               | -                                 |                                 |                                             |
| 2014 | 27            |                | >100.000   | 468                     |                                    |                                    | Münster Karlsruhe Freiburg             | Bochum Mönchengladbach Wiesbaden        | Erlangen Oldenburg Ingolstadt              | Pforzheim Bergisch Gladbach Hagen          | Bocholt Nordhorn Wesel       | Menden Siegen Lüdenscheid         | Reken Ketzin Rhede              | Zschopau Rheinbach Vaihingen/Enz  |                                 |                                             |
| 2016 | 27            |                | >120.000   | 539                     |                                    |                                    | Münster Karlsruhe Freiburg             | Köln Mönchengladbach Wiesbaden          | Göttingen Hamm Erlangen                    | Koblenz Bergisch Gladbach Hagen            | Bocholt Nordhorn Wesel       | Lüdenscheid Neuwied Velbert       | Reken Wettringen Heek           | Hof Völklingen Limbach-Oberfrohna |                                 |                                             |
| 2018 | 27 (+5)       |                | 170.000    | 683                     | Bremen Hannover Leipzig            | Berlin Dortmund Köln               | Karlsruhe Münster Freiburg             | Halle (Saale) Mönchengladbach Wiesbaden | Göttingen Erlangen Oldenburg               | Bergisch Gladbach Hagen Remscheid          | Bocholt Nordhorn Konstanz    | Velbert Neuwied Lüdenscheid       | Baunatal Ingelheim Rees         | Limbach-Oberfrohna Kulmbach Hof   | Reken Wettringen Heek           | Schenefeld Bad Segeberg Dittelsheim-Heßloch |
| 2020 | 27 (+5)       | BMVI           | 230.000    | 1.024                   | Bremen Hannover Frankfurt          | Essen Dortmund Köln                | Karlsruhe Münster Freiburg             | Krefeld Mönchengladbach Duisburg        | Göttingen Erlangen Heidelberg              | Koblenz Bergisch Gladbach Hagen            | Nordhorn Bocholt Konstanz    | Zwickau Neuwied Lüdenscheid       | Baunatal Meckenheim Westerstede | Datteln Hof Kulmbach              | Wettringen Reken Rutesheim      | Betzdorf Lahnstein Schiffweiler             |
| 2022 | 27 (+5)       | BMDV           | 245.000    | 1.114                   | Bremen Frankfurt Hannover          | Essen Dortmund Köln                | Münster Karlsruhe Freiburg             | Krefeld Duisburg Magdeburg              | Erlangen Göttingen Darmstadt               | Remscheid Hagen Pforzheim                  | Nordhorn Bocholt Tübingen    | Lüdenscheid Goslar Neuwied        | Baunatal Meckenheim Coesfeld    | Kulmbach Hof Quedlinburg          | Wettringen Reken Rutesheim      | Windhagen Altena Auma-Weidatal              |
| 2024 | 27            | BMV            | 212.818    | 1.047                   | Frankfurt Hannover Bremen          | Dortmund Essen Duisburg            | Münster Freiburg Karlsruhe             | Magdeburg Gelsenkirchen Krefeld         | Erlangen Darmstadt Oldenburg               | Solingen Remscheid Hagen                   | Tübingen Nordhorn Bocholt    | Iserlohn Passau Lüdenscheid       | Baunatal Meckenheim Ettlingen   | Limbach-Oberfrohna Altenburg Hof  | Wettringen Reken Olfen          | Donzdorf Windhagen Harth-Pöllnitz           |

## Österreich
In der österreichischen Steiermark wurde im Jahr 2007 von der Forschungsgemeinschaft Mobilität (FGM) ein Fahrradklimatest im Großraum Graz durchgeführt. Mit diesem wurde unter anderem ermittelt, was der gewünschten Steigerung des im Jahr 2007 vom VCÖ für Graz ermittelten Radfahreranteils von 14 % entgegenstehen kann.